# Кананга
Кананга (фр. Ville de Kananga, бивши Лулуабург) је главни град провинције Лилуа у Демократској Републици Конго. Град је 2004. имао 1.130.100 становника.
Кананга се налази на реци Лулуба која се улива у реку Касаи. Кроз град пролази пруга Илебо-Лубумбаши. Град је важан комерцијалан и административни центар. У њему се налази музеј као и аеородром Кананга.

## Историја
Немачки истраживач Херман Визмен је утврдио логор у области око данашњег града Кананге на левој обали Лулуа реке. Визмен је назвао место Маланђи, по сугестији његових 400 домородачких носача који су из анголског града Маланже. Касније је логор пренесен на другу обалу реке Лулуа, и добио назив Лулуабург. Стари део локације се и данас зове Маланђи-Макулу.
Године 1960, током преговора за независност Белгијског Конга, било је одлучено да се место главног града пренесе из Киншасе у Лулуабург. Међутим ова одлука никад није била спроведена због покушаја Алберта Калоњија да отцепи Јужни Касаи са градом Кананга што је довело до кризе у Конгу. Када је централна власт повратила 1962. Јужни Касаи, Лулуабург је постао главни град нове провинције, Западни Касаи.
Диктатор Мобуту Сесе Секо је 1966. изменио имена градова која носе европска имена, тако се и Лулуабург преименовао у Канангу.
По уређењу из 2006, Демократска Република Конго је подељена на 25 провинција и један главни град (Киншаса). Западни Касаи је подељен на две провинције, а Кананга постаје главни град провинције Лулуа.